# Rogers City
Rogers City är administrativ huvudort i Presque Isle County i den amerikanska delstaten Michigan. Enligt 2010 års folkräkning hade Rogers City 2 827 invånare.